# Un printemps à Paris
Pour plus de détails, voir Fiche technique et Distribution.
Un printemps à Paris est un film français réalisé par Jacques Bral et sorti en 2006.

## Synopsis
Après cinq années de prison à la suite d'un coup manqué, Georges (Eddy Mitchell) est libéré. Pierrot (Sagamore Stévenin), son ancien acolyte, lui propose alors une nouvelle affaire : le vol d'un collier chez une bourgeoise fortunée avec la complicité d'un assureur. Le coup se déroule comme prévu, mais tout se complique bientôt lorsqu'ils cherchent à écouler leur butin, tandis que l'assureur perd confiance, que la police flaire leur piste et que Pierrot tombe amoureux de leur belle victime.

## Fiche technique
- Titre : Un printemps à Paris
- Réalisation : Jacques Bral
- Scénario : Jacques Bral
- Production : Jacques Bral
- Producteur associé : Salvatore Picciotto
- Budget : 3,05 millions d'euros
- Musique : Michel Gaucher
- Photographie : François Lartigue
- Montage : Olivier Mauffroy (de) et Jacques Bral
- Pays de production :  France
- Format : couleur - 1,85:1 - Dolby Surround - 35 mm
- Genre : policier, thriller
- Durée : 95 minutes
- Date de sortie : France - 1er mars 2006

## Distribution
- Eddy Mitchell : Georges
- Sagamore Stévenin : Pierrot
- Pascale Arbillot : Louise
- Pierre Santini : Jérôme
- Gérard Jugnot : Alex
- Jean-François Balmer : Gaspacho
- Jean-Michel Dupuis : Anatole
- Géraldine Danon : Cécile
- Maxime Leroux : Denis
- Florence Darel : Angélique
- Anne Roussel : Hélène
- Xavier Deluc : l'ami d'Hélène
- Gabrielle Forest : la femme en noir
- Frédéric Jessua : le gardien de prison